# Карпович, Анна Ивановна
Анна Ивановна Карпович, в девичестве — Сухоребская (1 января 1938, деревня Бытковщина — 1981) — советская птичница, работница Городищенской птицефабрики Барановичского района Брестской области, Белорусская ССР. Герой Социалистического Труда (1966).

## Биография
С 1955 года работала полеводом в колхозе «Большевик». С 1961 года по 1975 года трудилась птичницей Городищенской фабрики.
Досрочно выполнила производственные задания семилетки (1959—1965) и свои личные социалистические обязательства. Указом Президиума Верховного Совета СССР от 22 марта 1966 года за успехи в увеличении производства и заготовок продукции птицеводства удостоена звания Героя Социалистического Труда с вручением ордена Ленина и золотой медали «Серп и Молот».
С 1975 года работала птичницей Барановичского объединения по птицеводству.